# Cerkiew Zaśnięcia Matki Bożej w Woroneżu
Cerkiew Zaśnięcia Matki Bożej – prawosławna cerkiew w Woroneżu, w eparchii woroneskiej Rosyjskiego Kościoła Prawosławnego. Nazywana cerkwią Admiralicyjną z uwagi na szczególne związki z flotą rosyjską: w niej odbywały się nabożeństwa dziękczynne po budowie pierwszych rosyjskich okrętów wojennych.

## Historia
Pierwsza cerkiew pod tym wezwaniem w Woroneżu powstała przed 1594. Była to budowla drewniana. Na przełomie XVI i XVII w. Borys Godunow ufundował przy świątyni monaster Zaśnięcia Matki Bożej, na czele którego stanął ihumen Cyryl. Ponieważ drewniany budynek był regularnie uszkadzany podczas wiosennych wylewów rzeki Woroneż, ihumen Tytus postanowił na początku stulecia wznieść cerkiew murowaną. Prawdopodobnie była to wówczas najważniejsza świątynia prawosławna w mieście. Nie wiadomo jednak, kiedy prace budowlane zostały ostatecznie zakończone, mogło to nastąpić w 1694, 1699 lub 1703. Niezależnie od tego, która z dat jest właściwa, cerkiew Zaśnięcia Matki Bożej była drugą kamienną budowlą w Woroneżu po dzwonnicy w Akatowskim Monasterze św. Aleksego.
Monaster przy cerkwi Zaśnięcia Matki Bożej został zlikwidowany przez cara Piotra I, gdy ten rozpoczął budowę w Woroneżu rosyjskiej floty wojennej. Klasztor znalazł się bowiem w samym centrum nowo powstałej nadbrzeżnej dzielnicy wojskowej z pałacami cara i jego współpracowników. Cerkiew Zaśnięcia Matki Bożej pozostała jednak czynna i odtąd była świątynią wojskową, w której odbywały się nabożeństwa z okazji ukończenia budowy kolejnych okrętów. Również przed wypłynięciem floty na drugi pochód azowski uroczyste nabożeństwo w intencji rosyjskiego zwycięstwa odbyło się w tej świątyni, pod przewodnictwem biskupa woroneskiego Mitrofana. W cerkwi Zaśnięcia Matki Bożej wielokrotnie modlił się car Piotr I, który według miejscowej tradycji niekiedy dołączał do cerkiewnego chóru. Budowa okrętów w Woroneżu zakończyła się w 1711, po tej dacie świątynia stała się zwykłą cerkwią parafialną.
W 1803 do cerkwi dobudowano trójkondygnacyjną dzwonnicę i obszerny przedsionek z ołtarzami bocznymi Objawienia Pańskiego oraz Świętych Antoniego i Teodozjusza Pieczerskich. W świątyni przechowywano pamiątki związane z udziałem mieszkańców Woroneża w wojnie francusko-rosyjskiej w 1812 – otrzymane przez nich medale i szpadę wiceadmirała Aleksieja Sieniawina, dowódcy flotylli azowskiej. Od 1844 w cerkwi wystawione były również sztandary woroneskich pułków grenadierów i jegrów. W latach 1880–1881 cerkiew została przebudowana, przemalowano również znajdujący się w niej ikonostas.
W ZSRR cerkiew Zaśnięcia Matki Bożej była krótko katedrą eparchii woroneskiej; w 1932 służył w niej arcybiskup woroneski Zachariasz, a po jego aresztowaniu – kolejny arcybiskup Piotr. Duchowieństwo cerkwi opowiedziało się za ruchem odnowicielskim, wypowiadając posłuszeństwo kolejnym biskupom i oskarżając ich o antyradziecką agitację. W 1940 cerkiew została zamknięta i zaadaptowana na archiwum. W 1969 urządzono w niej oddział muzeum krajoznawczego poświęcony historii rosyjskiej floty wojennej. Trzy lata później, w związku z planami utworzenia sztucznego zbiornika wodnego, świątynia miała zostać rozebrana. Od planów tych jednak odstąpiono, a w związku z planowanymi obchodami 300-lecia rosyjskiej floty władze wsparły remont obiektu.
Cerkiew została zwrócona Rosyjskiemu Kościołowi Prawosławnemu po 1991 i wyświęcona powtórnie 14 września 1996 po dwuletnich pracach restauracyjnych. Tydzień później w świątyni odbyło się uroczyste poświęcenie flagi Marynarki Wojennej Federacji Rosyjskiej. 8 maja 2002 w cerkwi odsłonięto tablicę pamiątkową upamiętniającą woroneżan, którzy zginęli podczas służby na łodziach podwodnych „Komsomolec” i „Kursk”.

## Architektura
Cerkiew Zaśnięcia Matki Bożej w Woroneżu, z uwagi na czas powstania, reprezentuje styl eklektyczny. Najstarsza część obiektu – nawa i pomieszczenie ołtarzowe wzniesione zostały w stylu staroruskim, z niską absydą i pięcioma kopułami. Późniejszy styl klasycystyczny reprezentują przedsionek i dzwonnica. Nawa cerkiewna wznosi się na wysokość 13,1 m, natomiast dzwonnica – na 21,4.
W świątyni szczególnym kultem otaczana jest ikona św. Teodora Uszakowa oraz XVIII-wieczne wizerunki św. Mikołaja z Miry, św. Marii Magdaleny, Zaśnięcia Matki Bożej, św. Eliasza i cyprysowy krzyż przywieziony z Jerozolimy.